# تیمو بلومکویست
تیمو بلومکویست (فنلاندی: Timo Blomqvist؛ زادهٔ ۲۳ ژانویهٔ ۱۹۶۱) بازیکن هاکی روی یخ اهل فنلاند بود.